# 浠水话

## 浠水话，即浠水人说的话。

### 中文名：
浠水话

### 别名：
浠水方言

### 分布地区：
湖北省黄冈市浠水县

## 特点介绍：
浠水话是浠水县人说的一种方言，虽然浠水县位于黄冈市境内，但是浠水话与黄冈话还是有一些差别。浠水话儿化音严重，它的声调除了普通话能标注出来的一二三四声之外还有其它的声调，韵母声母也存在普通话中没有的韵母声母，据《浠水方言研究》浠水话的声母有24个，韵母有40个。
注：浠水话没有它自己的文字，以下例子皆是以普通话发音标注浠水话发音。

## 实例：
麻粪籽儿：细雨，连绵小雨。
黑勒儿：晚上。
夜些：晚上。
真这儿：今天。
哈着儿：下午。
早市儿：早上。
财门儿：牙齿。
筹特儿：锄头。
格勒儿：角落。
热天：夏天。
冷天：冬天。
接媳妇儿：结婚。
海子：螃蟹。
尅门儿：青蛙。
癞死猫：癞蛤蟆。
黄孤狼子：黄鼠狼。
细伢：小孩。
儿骡子：儿子。
嘎婆：外婆。
嘎爹：外公。
落生：花生。
粉子：吐沫。
肘味儿：竹子。
大纠：辣椒。
包面：饺子。中饭时会儿：中午，吃中饭的时间点。
哈着儿黑：傍晚，天快黑的时候。
黑都果一弹：吓了一跳。
果大黑：这么大晚上。
咩：特别。
麽斯：什么事，什么。
黑胡黑：特别多，也可是说成咩多。
冒招都：没注意，也可以做道歉用语。
癞死：脏，不干净。
冒儿冒痛：没病没灾的。
行时：幸运。
起：吃。
欠：垂涎、想。

## 对话示例：
1、真哈着儿起麽斯啊？——今天下午吃什么啊？
2、祝你在外头冒儿冒痛形式发财滴啊。——祝你在外面无病无灾好运发财。
3、真这儿张婆婆她儿接媳妇儿。——今天张婆婆的儿子结婚。
4、真黑着儿要落点儿麻粪籽儿。——今天晚上要下点小雨。
6、真这儿我儿骡子过生，我要包点儿包面给他起。——今天我的儿子生日，我要包一些饺子给他吃。